# 23752 Джейкобшапіро
23752 Джейкобшапіро (23752 Jacobshapiro) — астероїд головного поясу, відкритий 22 травня 1998 року.
Тіссеранів параметр щодо Юпітера — 3,582.